# Мусаев, Асланбек
Асланбе́к Муса́ев (род. 16 октября 1987 или 23 марта 1989, Гойты, Чечено-Ингушская АССР) — российский боец смешанных единоборств, рекордсмен мира по поднятию тяжестей одной рукой.

## Рекорд
16 апреля 2013 года на центральной площади Грозного в присутствии судей он правой рукой поднял 162 кг и таким образом, побив достижение Дмитрия Халаджи, стал обладателем мирового рекорда по поднятию тяжестей одной рукой. Этот результат был занесён в Книгу рекордов Гиннесса. Его тренером в поднятии тяжестей является чемпион России по тяжёлой атлетике Чингиз Могушков.

## Статистика боёв
| №  | Результат | Дата                 | Турнир                                   | Соперник             | Страна      | Раунд  | Время | Метод                      |
| -- | --------- | -------------------- | ---------------------------------------- | -------------------- | ----------- | ------ | ----- | -------------------------- |
| 14 | Победа    | 4 мая 2019 года      | TGC — Titan Global Championship          | Кейван Реза Далини   | Иран        | 3      | 5:00  | Единогласное решение       |
| 13 | Победа    | 7 декабря 2018 года  | PGC 1 — Premier Global Championship      | Любомир Цинцев       | Россия      | 1      | 2:20  | Технический нокаут         |
| 12 | Победа    | 29 августа 2017 года | WFCA — Battle on Terek                   | Оливер Дунда Меконго | Камерун     | 1      | 4:21  | Технический нокаут (удары) |
| 11 | Поражение | 1 апреля 2017 года   | WFCA 35 — Battle in Astana               | Павел Катрунов       | Беларусь    | 1      | 4:38  | Сабмишном (рычаг локтя)    |
| 10 | Поражение | 9 апреля 2016 года   | WFCA 17 — Grand Prix Akhmat              | Делсон Хелено        | Бразилия    | 3      | 5:0   | Раздельное решение         |
| 9  | Победа    | 4 октября 2015 года  | WFCA 9 — Grozny Battle                   | Давор Видович        | Сербия      | 1      | 0:36  | Нокаутом (удар ногой)      |
| 8  | Победа    | 23 мая 2015 года     | Oplot Challenge 110 — Moscow Challenge 6 | Гаспар Камара        | США         | 1      | 2:26  | Сабмишном (рычаг локтя)    |
| 7  | Поражение | 21 февраля 2015 года | M-1 Challenge 55                         | Кенни Гарнер         | США         | 2      | 2:50  | Технический нокаут         |
| 6  | Победа    | 8 ноября 2014 года   | Oplot Challenge 104                      | Глин Клод            | Россия      | 1      | 0:37  | Удушение сзади             |
| 5  | Поражение | 4 октября 2014 года  | ACB 10 — «Время Колизея»                 | Бретт Роджерс        | США         | 1 из 3 | 3:25  | Технический нокаут         |
| 4  | Победа    | 24 мая 2014 года     | M-1 Challenge 48 — Battle of Nomads      | Арсен Абдурашидов    | Россия      | 1      | 1:20  | Удушение                   |
| 3  | Победа    | 4 октября 2013 года  | «Битва на Тереке»                        | Владимир Стукалов    | Молдова     | 2 из 2 | 5:00  | Решение судей              |
| 2  | Победа    | 24 августа 2013 года | Cage Warriors 58                         | Зубайр Камамян       | Армения     | 1 из 3 | 3:41  | Нокаут                     |
| 1  | Победа    | 23 октября 2012 года | RadMer 3 — 2 Round                       | Расул Исламов        | Азербайджан | 1      | 3:12  | Сабмишном (удушение)       |